# Лінчин
Лі́нчин — село в Україні, у Рівненському районі Рівненської області. 

## Географія
Село Лінчин розташоване на південному заході Полісся, ним протікає річка безіменна, права притока річки Бобер. Неподалік від села розташований заказник Прище (Брище).

## Історія
У XV — пер. пол. XVI століття Лінчин у складі Великого князівства Литовського. Адміністративно належало до Овруцького староства Київського воєводства. З 1569 року й по кін XVIII ст. ці землі були інкорпоровані до складу Польської Корони згідно Люблінської унії. На північ, одразу за селом Чудель розпочиналися землі Пинського повіту Берестейського воєводства, які й далі належали до Великого князівства Литовського. По інший берег річки Случ — землі Луцького повіту Волинського воєводства Корони Польської.
Від сер. XVI по кін. XVIII ст., у володінні волинських шляхтичів Бабинських. У 1579 році власність Андрія Бабинського. Поблизу функціонувало дві рудні у яких видобували кам'яну руду. Також через наявність лісу, тут виготовляли поташ і попіл. 
Під час Хмельниччини село зазнало неодноразових розорень покозаченими селянами, козаками, татарами та коронним військом.
З 1793 року Лінчин у складі Волинського намісництва Російської імперії. З 1804 року Волинська губернія. У 1794 році брати Гнат та Олександр Бабинські продали Лінчин місцевому землевласнику Михайлу-Гвидону Корженевському.
27 квітня 1944 року, у лінчинському лісі відбувся бій куреня УПА «Батуринський» ВО-1 «Заграва» (командир — Адам Рудик «Шакал») з відділом НКВД. Було вбито понад 300 енкаведистів і понад 150 поранено. Втрати повстанців — 40 вбитих, серед них і сотенний «Буря».
12 червня 2020 року, відповідно до розпорядження Кабінету Міністрів України № 722-р від «Про визначення адміністративних центрів та затвердження територій територіальних громад Рівненської області», увійшло до складу Березнівської міської громади.
19 липня 2020 року, в результаті адміністративно-територіальної реформи та ліквідації Березнівського району, село увійшло до складу Дубенського району.

## Населення
За переписом населення 2001 року в селі мешкало 725 осіб.
На 2021 рік населення становить 726 осіб.

### Мова
Розподіл населення за рідною мовою за даними перепису 2001 року:
| Мова            | Кількість | Відсоток |
| --------------- | --------- | -------- |
| українська      | 725       | 99.86%   |
| інші/не вказали | 1         | 0.14%    |
| Усього          | 726       | 100%     |